# Jewgeni Alexandrowitsch Dubrowin
Jewgeni Alexandrowitsch Dubrowin (russisch Евгений Александрович Дубровин; * 27. Januar 1986 in Omsk, Russische SFSR) ist ein russischer Eishockeyspieler.

## Karriere
Jewgeni Dubrowin begann seine Karriere als Eishockeyspieler in seiner Heimatstadt in der Nachwuchsabteilung des HK Awangard Omsk, für dessen zweite Mannschaft er von 2002 bis 2005 in der drittklassigen Perwaja Liga aktiv war. In der Saison 2004/05 kam er parallel zu seinem Debüt im professionellen Eishockey für den HK Lipezk, für den er in der Wysschaja Liga in 21 Spielen auflief. Von 2005 bis 2008 spielte der Verteidiger regelmäßig für die Profimannschaft des HK Awangard Omsk in der Superliga, der höchsten russischen Spielklasse. Parallel kam er in diesem Zeitraum weiterhin gelegentlich für die zweite Mannschaft des Vereins in der Perwaja Liga zum Einsatz.
Zur Saison 2008/09 wechselte Dubrowin zum HK Sibir Nowosibirsk aus der neu gegründeten Kontinentalen Hockey-Liga. Beim HK Sibir konnte er sich in der Folgezeit jedoch nicht dauerhaft durchsetzen und spielte nur neun Mal in der KHL, wobei er punktlos blieb. Parallel lief er für den Zweitligisten Awtomobilist Jekaterinburg auf. Nachdem Awtomobilist zur Saison 2009/10 selbst in die KHL aufgenommen worden war, verpflichtete der Verein den Russen endgültig. Im Oktober 2011 schloss er sich dem HK Donbass Donezk aus der neuen zweiten russischen Spielklasse, der Wysschaja Hockey-Liga, an.

## Statistik
(Stand: Ende der Saison 2010/11)